# Mamerto Esquiú Medina
Mamerto Ascension Esquiú (Piedra Blanca, 10 de maio de 1826 - El Suncho, 10 de janeiro de 1883 ) foi um sacerdote e bispo argentino do século XIX politicamente relevante por sua defesa apaixonada da Constituição argentina de 1853 .

## O Convento de São Francisco
O Venerável Fray Mamerto de la Ascensión Esquiú nasceu em 10 de maio de 1826 na cidade argentina de Piedra Blanca , na província de Catamarca, filho de Santiago Esquiú  e María de las Nieves Medina. Sua mãe deu-lhe o nome de Mamerto de la Ascensión, em homenagem ao dia em que nasceu: San Mamerto e o mistério da Ascensão do Senhor, que naquele ano havia caído no mesmo dia.
A partir dos cinco anos começou a usar, por meio de sua mãe, o hábito franciscano de que não o abandonou em toda a sua vida, como promessa de seu delicado estado de saúde. Ingressou no noviciado do convento franciscano catamarqueño 31 de maio de 1836 e foi ordenado sacerdote celebrando sua primeira missa no dia 18 de outubro de 1848.
Desde muito jovem ensinou filosofia e teologia na escola do convento ; Dedicou-se também com fervor à educação como professor de crianças, à qual dedicou muito entusiasmo, além de fervorosas homilias. Desde 1850 ensinou filosofia na escola secundária fundada pelo governador Manuel Navarro .

## O Sermão da Constituição
Depois da Batalha de Monte Caseros, na qual foi derrotado o governador Juan Manuel de Rosas, a província de Catamarca recebeu com alegria a notícia de que uma Constituição estava para ser editada . Mas na reunião da Assembleia Constituinte em Santa Fé, a postura liberal triunfou sobre a tradicional que restringia a liberdade de culto, do padre Pedro Alejandrino Zenteno , deputado por Catamarca. Derrotado, Zenteno regressou a Catamarca disposto a fazer todo o possível para impedir que a Constituição fosse aprovada pela sua província, apoiada pela população cuja posição religiosa era conhecida.
O governador Pedro José Segura apoiou a posição de Zenteno, e a maioria do Legislativo se dispôs a rejeitar a Constituição, pelo menos no que diz respeito à liberdade de culto. Para fazer isso, ele preparou uma demonstração de que iria dissolver a reunião obrigatória da população para a tomada de posse da Constituição, que seria realizada em 9 de julho de 1853. Convencido da posição antiliberal de Esquiú, Segura o encarregou de fazer um sermão patriótico a esse respeito.
Surpreendentemente, ele proferiu seu discurso mais conhecido, a favor da tomada de posse da Constituição, conhecido como o Sermão da Constituição : ele relembrou a história da desunião argentina e das guerras civis , e se parabenizou pela sanção de uma Constituição que o faria trazer paz interna novamente. Mas para que essa paz perdurasse, era necessário que o texto da Constituição permanecesse fixo e imutável por muito tempo, não fosse discutido por cada cidadão, não sofresse oposição por causas menores, e que o povo argentino se submetesse ao poder da lei:
Ele não conseguiu terminar a frase, porque o público o subjugou com aplausos fechados. As primeiras resistências à Constituição no interior foram derrotadas, e Catamarca jurou na Constituição ao último de seus funcionários e personagens notáveis.
Seu sermão alcançou importância nacional e foi copiado na imprensa de todas as províncias; a resistência que poderia ter sido feita à Constituição em outras províncias foi superada pela eloqüência de um frade desconhecido de uma pequena província. O texto do sermão patriótico foi impresso e divulgado em todo o país por decreto do presidente Justo José de Urquiza. Mesmo em Buenos Aires, que havia rejeitado o Acordo de San Nicolás e a Constituição, seu sermão teve um eco inesperado, embora em qualquer caso tenha sido sancionada uma constituição provincial que de fato separava o Estado de Buenos Aires do resto do país.

## Política e jornalismo
Num outro discurso que proferiu no ano seguinte, que é o seu complemento, por ocasião da instalação das autoridades nacionais, estabeleceu princípios da sociologia cristã e da história política.
Ele participou da discussão sobre a futura constituição provincial, presidiu a junta eleitoral de convencionalistas e foi o vice-presidente da convenção que sancionou a constituição provincial de 1855. Essa carta previa a formação de um conselho consultivo governamental, que incluía uma cadeira para um eclesiástico eleito pelo governador, cargo que Esquiú ocupou por vários anos. Ele pertencia ao partido federal, mas também era respeitado pelo liberal. Ele escreveu dezenas de notas em El Ambato , o primeiro jornal de sua província, do qual foi editor e inspirador. Muito antes de o New York Times escrever sua norma ética como um limite para seus artigos, Fray Mamerto já declarava como norma para seus artigos na imprensa.
Em 1860 fixou-se brevemente no Paraná como secretário do primeiro bispo daquela diocese, Frei Luis Gabriel Segura .
Após a derrota da Confederação Argentina na Batalha de Pavón, publicou em El Ambato um famoso epitáfio que dizia:

## Exílio e viagens
Abandonou toda ação política e mudou-se para o convento franciscano de Tarija, na Bolívia. Ele estava profundamente decepcionado com a situação política, pois a rebelião contra as leis havia triunfado e a guerra civil estourou novamente.
Viveu em Tarija durante cinco anos, e foi chamado pelo Arcebispo de Sucre para ser seu colaborador naquela cidade, onde viveu mais cinco anos. Ele publicou um jornal com o objetivo de resistir à pressão de intelectuais anticlericais, El Cruzado.
Em 1872, em Sucre, recebe a nomeação para o arcebispado de Buenos Aires, assinada pelo presidente Sarmiento e pelo ministro Avellaneda. Mas não aceitou, porque pensava que um arcebispo não podia ser tachado de adversário do presidente, que fora um dos promotores da queda da Confederação. Sentiu-se insultado pelo frade, mas Avellaneda o admirou e conseguiu silenciar os protestos do presidente.
Como temia que o governo insistisse, mudou-se para mais longe, para residir no Peru e depois em Guayaquil.
Em 1876 fez uma viagem a Roma e Jerusalém, o que o convenceu ainda mais a dedicar a sua vida à pastoral eclesiástica, afastando-se da política. Ele teve a honra de pregar para milhares de fiéis na frente do Santo Sepulcro, na noite de Sexta-feira Santa, 1877.
Na Terra Santa encontrou-se com o superior geral da ordem franciscana, que o encarregou de reorganizar a ordem na Argentina. Como consequência, voltou a Catamarca no final de 1878, após uma ausência de 16 anos. Pouco depois de chegar, aderiu à convenção de reforma da Constituição Nacional, para a qual preparou um longo memorial, que nunca foi discutido ou levado em consideração.

## Bispado de Córdoba
No final de 1878 foi nomeado candidato a bispo de Córdoba pelo presidente Avellaneda. Ele renunciou ao cargo, mas poucos dias depois veio a ordem do Papa Leão XIII de aceitar a candidatura. Sua resposta foi:
Mudou-se pela primeira vez na vida para Buenos Aires, para receber a ordenação episcopal, em 1880. O presidente Roca aproveitou para convidá-lo a pregar no Tedeum com que se celebrou a federalização de Buenos Aires  Em seu discurso, mais político e menos filosófico do que a maioria dos que fizera até então, acusou a cidade de ter causado os massacres da era Rosas e, posteriormente, a desunião do país. Para decepção de Roca e Avellaneda, ele não deu uma palavra de agradecimento por seus esforços.
Foi consagrado bispo de Córdoba em 12 de dezembro de 1880, e tomou posse de seu bispado em 16 de janeiro do ano seguinte. Levou uma vida austera e fez todo o possível para reordenar a administração diocesana, retomar a pastoral eclesiástica e fazer com que todos se sintam tratados por um pai; além disso, um pai humilde e austero que percorreu quase todas as cidades e vilas da diocese.
Fora da administração da Igreja diocesana, defendeu as prerrogativas tradicionais da Igreja e se opôs, na medida do possível, ao casamento civil, ao Registro Civil, à secularização dos cemitérios e à laicização do ensino. Ele também teve problemas com a Universidade , uma vez que não lhe permitia controlar a nomeação de professores de teologia.

## Morte e posteridade

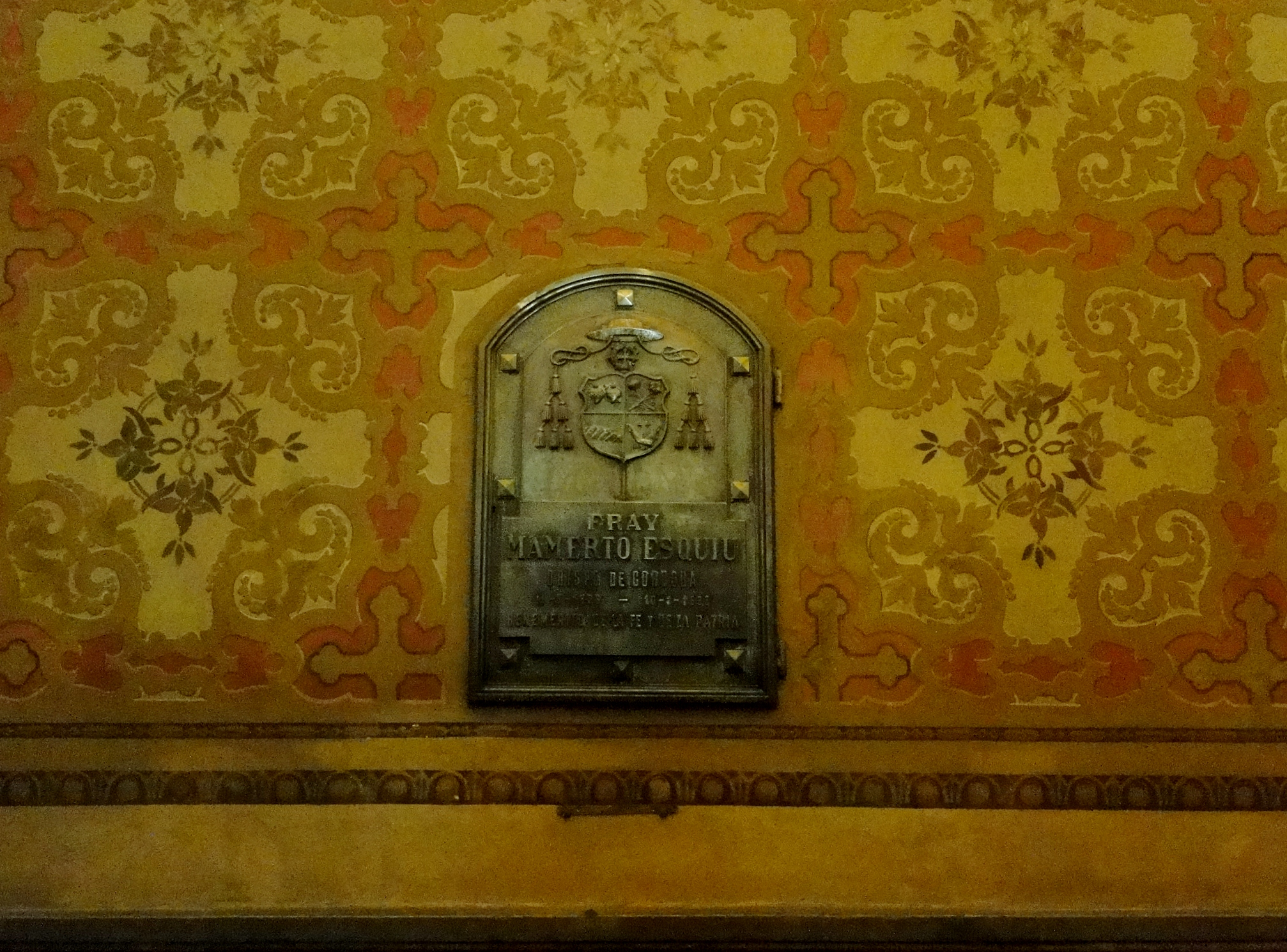
Sepulcro de Fray Mamerto Esquiú na Catedral de Córdoba.

Fray Mamerto Esquiú morreu em 10 de janeiro de 1883 no posto catamarqueña de El Suncho, viajando de La Rioja para seu bispado de Córdoba (Argentina).
Ele havia estado em La Rioja e retornava à sua sede episcopal em Córdoba em péssimas condições. No entanto, estava feliz: em cada lugar que parava distribuía rosários, selos e medalhas, confirmava e dava conselhos, enquanto por outro lado distribuía tudo o que o governador lhe tinha dado - comida, pratos, toalhas e pincéis. Durante sua estada em La Rioja, ele desempenhou múltiplas atividades de sua categoria episcopal e administrou os sacramentos a numerosas pessoas. Em 8 de janeiro de 1883 empreendeu uma viagem a Córdoba. Ele estava viajando em uma galera , acompanhado de sua secretária. No dia seguinte, sua saúde piorou novamente. Ele estava com muita sede, indigesto e sua cabeça estava pesada. Ele disse que estava com sono e não conseguia dormir. No entanto, ele confirmou para muitas pessoas em quanto lugar a galera parou. NoMedanitos parou e não conseguiu comer; um viajante deu-lhe um remédio homeopático que matou sua sede. À noite improvisaram uma cama de couro no meio do campo e um teto de mantas o protegiam do orvalho. Terça-feira, 10, amanheceu melhor; Ele tomou o café da manhã, tomou o remédio do homeopata e eles continuaram sua jornada. O desconforto voltou imediatamente e Esquiú sentiu muita sede novamente.
Chegaram ao Correio Pozo del Suncho, no departamento de La Paz. O bispo de sua cadeira concedeu a bênção aos colonos, mas não pôde descer; Esquiú mal falava e mal conseguia se mexer. Ele sofreu duas decomposições e teve que ser carregado por várias pessoas para uma cama onde desabou. Várias curas foram praticadas sem resultados; às três da tarde ele morreu.
Seu cadáver foi transferido pelo mesmo correio para Recreo, onde alguns quilômetros antes de chegar ao povoado o esperou com lanternas e tochas para acompanhar o bispo até o povoado, em procissão fúnebre enquanto a galera passava.
Foi recebido na estação de Avellaneda, cerca de 100 km antes de Córdoba, entre Deán Funes e Jesús María, pelo clero daquela província que lhe dera um luxuoso caixão, mas Esquiú não cabia. Seu corpo estava inchado e já estava começando a se decompor. Ele deve ter sido enterrado em uma capela próxima. No dia seguinte, por ordem das autoridades nacionais, seu corpo foi removido daquele local para a Cidade de Córdoba, após uma autópsia de suas entranhas, pois se temia que pudesse ter sido envenenado.
Enquanto seu mortal repousa na Catedral de Córdoba, o coração "incorrupto" do religioso foi depositado no convento franciscano de Catamarca . Ele foi roubado duas vezes. A primeira vez em 30 de outubro de 1990. Nesse mesmo dia, à tarde, foi descoberto que o coração de Esquiú havia sido roubado e uma semana depois, em 7 de novembro, foi encontrado no telhado do convento. Até hoje, a Justiça não sabe quem o tirou naquela época. O segundo roubo foi realizado por um jovem chamado Gemian Jasani em 22 de janeiro de 2008  e ele ainda não foi encontrado.
Foi declarado Servo de Deus em 2005 e Venerável em 2006. Em 24 de abril de 2020, a Comissão Internacional de Teólogos da Santa Sé validou o milagre por intercessão de Frei Mamerto Esquiú. Este passo permite que o papa o declare bem-aventurado. A Comissão continuará a estudar os outros casos apresentados e, se outro milagre for validado, o franciscano será ungido santo.

## Circuito turístico passando pela província de Catamarca
A Secretaria de Turismo de Catamarca fez em 2019 a apresentação do circuito turístico de Frei Mamerto Esquiú. Leva o visitante a um passeio pelos marcos da vida do franciscano. Começa em sua cidade natal em San José de Piedra Blanca, passa por sua cela no Convento Franciscano, ou na Basílica Catedral de Nossa Senhora do Vale, onde uma capela preserva suas relíquias.